# South Williamsport, Pennsylvania
South Williamsport là một thị trấn thuộc quận Lycoming, tiểu bang Pennsylvania, Hoa Kỳ. Năm 2010, dân số của thị trấn này là 6379 người.